# Hamburger Rathaus

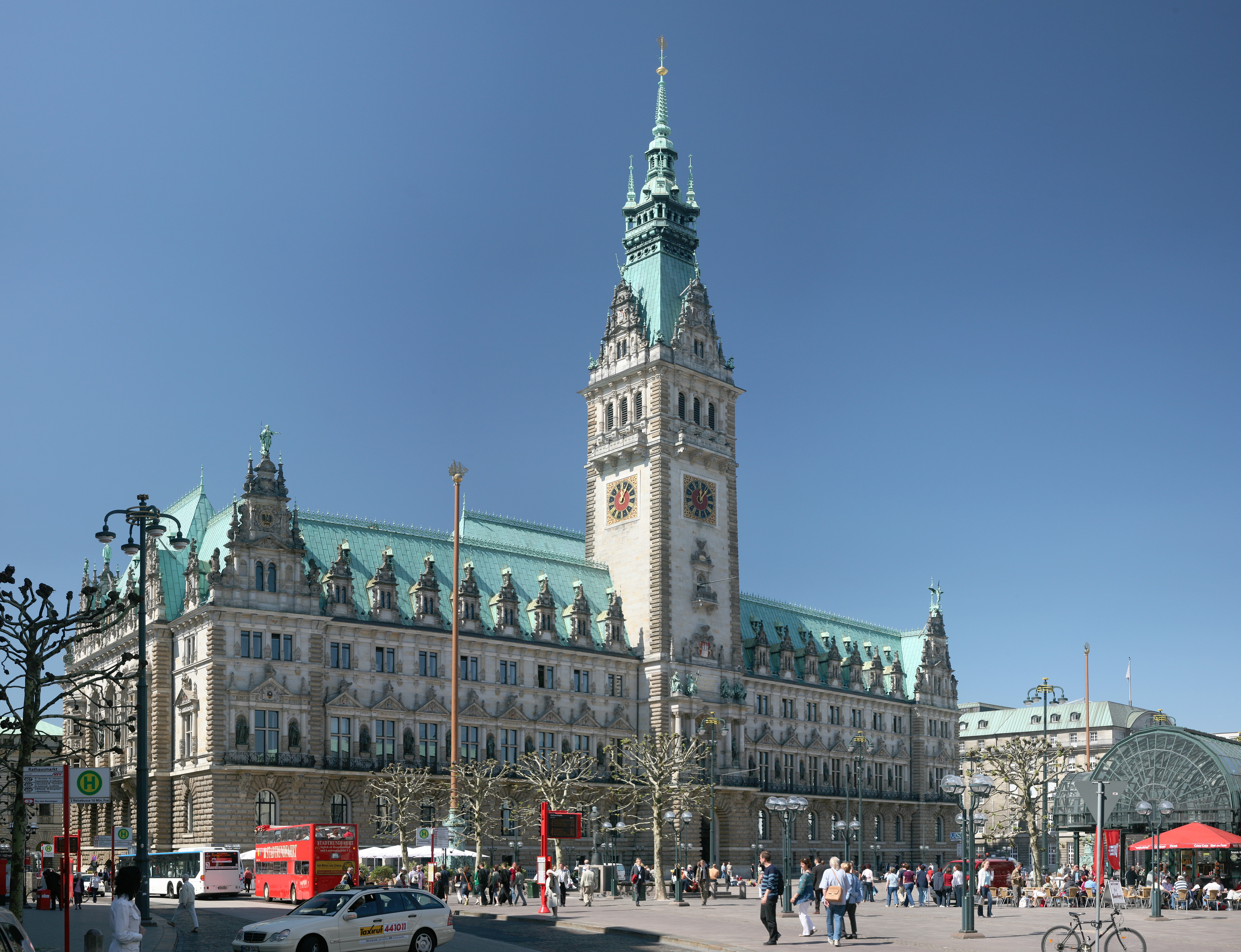
Het Hamburger Rathaus

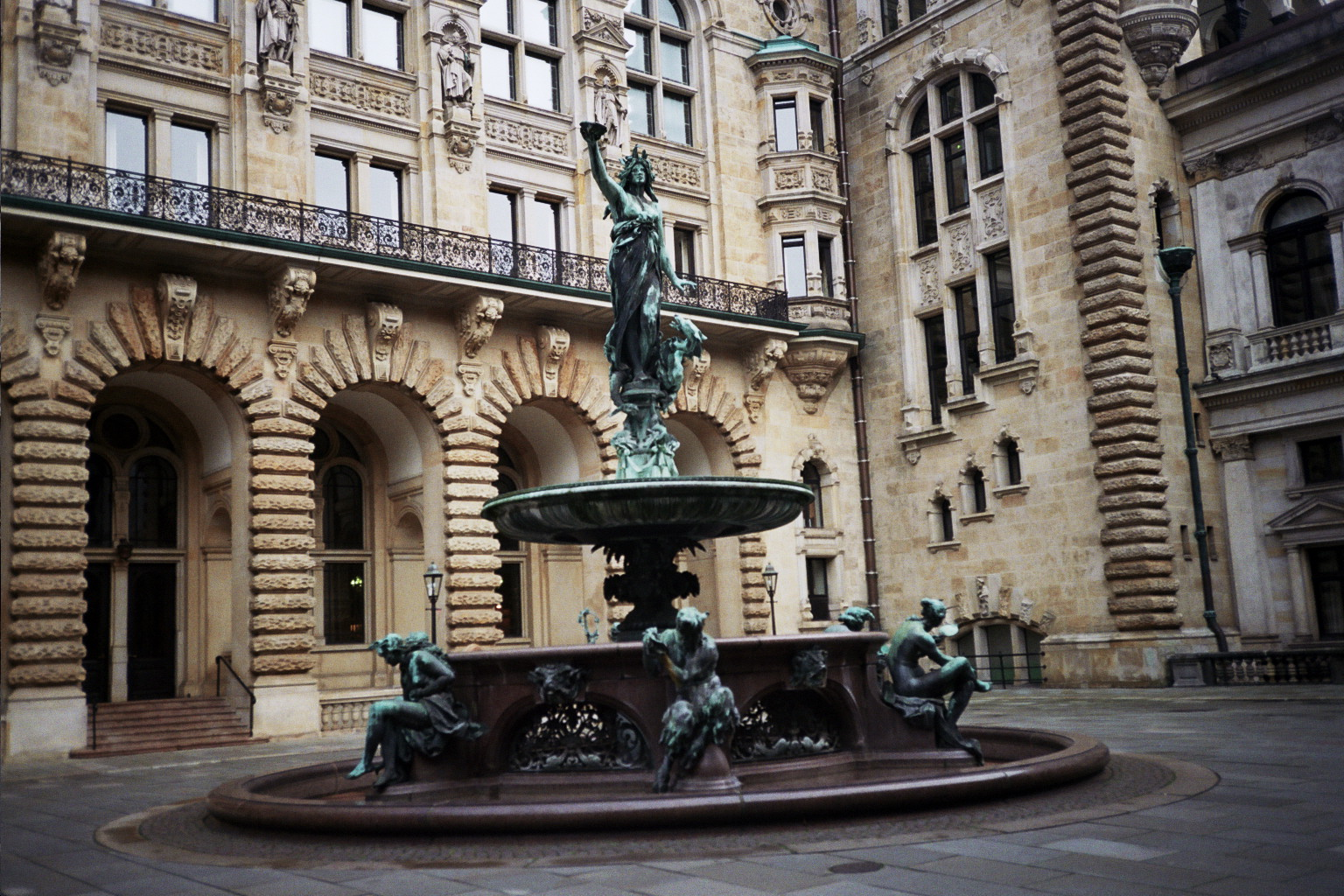
Hygieiafontein op de binnenplaats

Het Hamburger Rathaus is de zetel van de Hamburgische Bürgerschaft, het parlement van de Duitse deelstaat Hamburg. Het bevindt zich aan de Rathausmarkt centraal in de Hamburgse binnenstad in de Altstadt.
Het is waarschijnlijk het zesde raadhuis dat sinds de middeleeuwen op deze plek staat. Het huidige stadhuis is uit 1897 en heeft de Tweede Wereldoorlog vrijwel ongeschonden doorstaan. De toren heeft een hoogte van 112 meter en is, naast de torens van de belangrijkste kerken van Hamburg, een belangrijk herkenningspunt in het stadsbeeld van Hamburg. 
Boven de ingang staat de Latijnse spreuk van het raadhuis;

Libertatem quam peperere maiores digne studeat servare posteritas

Deze spreuk laat zich vrij vertalen in moge het nageslacht zich waardig toeleggen op het bewaren van de vrijheid die de voorvaderen hebben voortgebracht.
Vlak voor de ingang van het Rathaus op de Rathausmarkt zijn de trappen die toegang geven tot het metrostation Rathaus.